# Kurze Glasschnecke
Die Kurze Glasschnecke (Vitrinobrachium breve) ist eine Halbnacktschnecke aus der Familie der Glasschnecken (Vitrinidae), die zu den Landlungenschnecken (Stylommatophora) gerechnet wird. Die Tiere können den Weichkörper nicht mehr in das kleine Gehäuse zurückziehen.

## Merkmale
Das rechtsgewundene Gehäuse ist sehr flach ohrförmig. Es hat eine Breite von 5 bis 5,5 mm. Es hat 1 3/4 bis 2, oben schwach gewölbte Windungen, die durch eine flache Naht voneinander abgesetzt sind. Die Endwindung hat in der Apikalansicht an der Mündung etwa zwei Drittel des Gesamtdurchmessers. Der Hautsaum an der Unter- und der Spindelseite ist sehr deutlich ausgeprägt. Er erstreckt sich nach innen bis zur Basis der Spindel. Ein Nabel ist nicht vorhanden. Die Mündung ist groß, eiförmig und steht sehr schief zur Windungsachse. Der obere Rand ist nach dem Ansatz an die vorige Windung leicht konkav gebogen. Der Mündungsrand ist gerade und zerbrechlich. 
Die Schale ist dünn und zerbrechlich. Sie ist schwach grünlich gefärbt und stark durchscheinend. Die Oberfläche des Gehäuses ist sehr fein wellenförmig gestreift und glänzend, Das Embryonalgehäuse ist milchig trüb, und glatt mit zahlreichen kleinen Grünchen, die in spiraligen Reihen angeordnet sind. 
Der Weichkörper ist dunkelgrau oder schwarz und misst 10 bis 14 mm in der Länge und kann sich nicht mehr ins Gehäuse zurückziehen. Der Mantel ist sehr groß und erstreckt sich vor dem Gehäuserand bis zur Basis der Augenträger. Der Mantellappen erreicht den Gehäuseapex und bedeckt ihn; er ist vergleichsweise recht groß. Die Atemöffnung ist ein gerader Schlitz. 
Im zwittrigen Geschlechtsapparat ist die Zwitterdrüse klein und sehr kompakt. Der Zwittergang ist fast gestreckt oder nur sehr schwach gewunden. Er dringt in das blindsackartige Ende des langgestreckten Eisamenleiters (Spermovidukt) ein. Die Eiweißdrüse (Albunmindrüse) hat eine traubige Form. Der freie Eileiter ist sehr kurz. Die Spermathek hat einen kurzen Stiel. Die kleine, längliche Blase legt sich dem Eisamenleiter an. Der Ausführgang der Spermathek mündet direkt in das lange Atrium. Eine Vagina ist nicht ausgebildet. 
Im männlichen Trakt ist der Samenleiter (Vas deferens) mäßig lang und mündet subapikal in den Penis ein. Der Penis ist sackförmig-gekrümmt und mäßig lang. Er ist im unteren Teil von einer Gewebehülle umgeben. Im Innern besitzt er eine Glans-ähnliche Struktur. Der Penistreaktormuskel setzt apikal an. In dem in das Atrium und gegenüber dem Penis mündende Sarcobelum (oder Stimulator) befindet sich ein sogenannter Begattungsarm, In der Ruheposition ist er schlauchförmig und endet im hinteren Teil in einer kugelförmigen Blase, die mit Drüsengewebe umgeben ist. Dieser hintere Teil mündet mit einer kugeligen Papille in den vorderen Teil. Auf dieser Papille sitzt ein Saugnapf.

## Ähnliche Arten
Bei der Trentiner Glasschnecke (Vitrinobrachium tridentinum) ist der Apex 
des Gehäuses flacher, die ersten Windungen sind dichter aufgerollt, und die Endwindung ist an der Mündung breiter. Es sind etwas mehr Windungen vorhanden. Vitrinobrachium baccettii unterscheidet sich quasi nur im Genitalapparat.

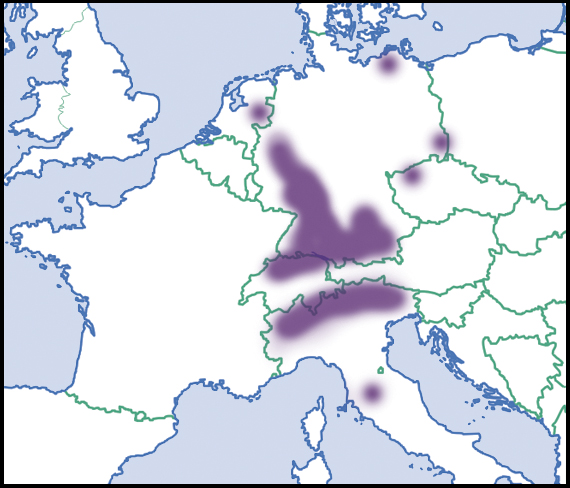
Verbreitung der Art (nach Welter-Schultes, 2012)

## Geographische Verbreitung und Lebensraum
Das Verbreitungsgebiet erstreckt sich von den Nordalpen nach Süddeutschland und Tschechien. Im Rheintal weiter bis in die Niederlande. Isolierte Vorkommen gibt es auch westlich von Ansbach in Franken und in Südbayern (Isartal). Vorkommen bei Görlitz (Sachsen) und in Mecklenburg-Vorpommern werden mit anthropogener Verschleppung erklärt. Die Vorkommen in den Südalpen sind getrennt durch den Alpenhauptkamm. Dieses Vorkommen erstreckt sich bis in die Toscana. Die Art kommt von der Ebene bis in die montane Region vor, am häufigsten zwischen 300 und 700 m. Sie sind aber oberhalb von 1000 m über Meereshöhe eher selten. In der Südschweiz steigt sie bis auf 1500 m über Meereshöhe an.
Die Tiere leben in feuchten, lichten Laubwäldern, besonders Auenwäldern mit Moosen, oder tiefen Böden unter Steinen oder auf felsigen Untergrund. Inzwischen wurden sie auch anthropogen in das Kulturland wie Gärten und Parks verschleppt.

## Lebensweise
Die Tiere werden schon mit drei bis vier Monaten geschlechtsreif. Je nach Population haben sie eine oder zwei Fortpflanzungszeiten. Die Populationen mit einer Reproduktionszeit paaren sich im Oktober und legen anschließend bis zu 100 Eier ab, in Gelegen von 6 bis 30 Eiern. Die Eier ist eiförmig, 1 bis 1,5 mm lang, 0,5 bis 1 mm in der Dicke. Die Eier werden unter feuchten Moosen versteckt. Die Tiere sterben nach der Eiablage. Haben Populationen zwei Reproduktionsphasen, so erfolgt die erste Eiablage zwischen Anfang April und Ende Juni, die zweite Eiablage zwischen Ende Dezember und Ende Februar. Entsprechend werden die Tiere zwischen 10 und 17 Monate alt, allerdings unter Laborbedingungen. Die Jungtiere schlüpfen in Abhängigkeit von der Temperatur nach 3 bis 8 Wochen. Der Mantel der Jungtiere ist zunächst weißlich, nach etwa einer Woche wird er bläulich und nach einer weiteren Woche blauschwarz.
Bei der Paarung wird der schlauchförmige Begattungsarm nach außen umgestülpt und aus der Geschlechtsöffnung vorgestreckt. Die Papille aus dem hinteren Teil mit dem Saugnapf kommt nun ganz vorne zu liegen und bildet die Spitze des ausgestreckten und sehr beweglichen Begattungsarmes. Die Partner halten sich jeweils mit dem Saugnapf des Begattungsarmes fest. Der ebenfalls ausgestülpte Penis umfasst jeweils den Begattungsarm des anderen Partner. Das vom Sekret der Penisdrüsen eingehüllte Spermapaket wird jeweils an den Begattungsarm des anderen Partners angeheftet. Die Spermapakete werden mit dem Rückziehen der Geschlechtsorgane in die Geschlechtsöffnung (Atrium) transportiert.

## Taxonomie
Das Taxon wurde 1821 von André Étienne d’Audebert de Férussac in der ursprünglichen Kombination Helicolimax brevis aufgestellt. Es ist die Typusart der Gattung Vitrinobrachium Künkel, 1929. Das Taxon ist allgemein anerkannt.

## Gefährdung
Nach Vollrath Wiese ist die Art in Deutschland nicht gefährdet. Allerdings gilt sie in Rheinland-Pfalz als gefährdet, ebenso in der Schweiz.